# 국토교통인재개발원
국토교통인재개발원(國土交通人材開發院)은 대한민국 국토교통부의 소속기관이다. 2013년 3월 23일 발족하였으며, 제주특별자치도 서귀포시 서호남로 19-19에 위치하고 있다. 원장은 부이사관·서기관 또는 기술서기관으로 보하되, 임기제공무원으로 보할 수 있다.

## 직무
- 국토교통부 소속공무원과 국토교통 분야의 직무에 종사하는 국가공무원, 지방공무원, 산하단체 임직원 및 민간인 등의 자질향상을 위한 교육훈련에 관한 사항
- 국토교통 분야의 교육훈련과정 개발·운영
- 교육훈련기법의 연구·개발 및 운영
- 교육훈련기관과의 상호협력 및 지원
- 국토교통 분야의 교육훈련에 관한 국제협력사업
- 국토교통 분야의 교육훈련 자료의 개발·제작 및 관리
- 교육훈련결과의 종합분석·평가 및 교육실적의 유지
- 국토교통 분야의 간행물의 제작·관리
- 그 밖에 국토교통 분야의 인재를 양성하기 위한 교육과정 운영 등에 관한 사항

## 연혁
- 1963년 7월 10일: 건설부 소속으로 건설공무원교육원 설치.
- 1974년 10월 11일: 건설공무원교육원을 폐지.
- 1983년 10월 7일: 건설부 소속으로 건설공무원교육원 설치.
- 1994년 12월 23일: 건설교통부 소속으로 변경.
- 1996년 6월 29일: 건설교통공무원교육원으로 개편.
- 1999년 1월 1일: 행정자치부 소속 국가전문행정연수원의 건설교통연수부로 흡수.
- 2005년 1월 1일: 국가전문행정연수원 건설교통연수부를 건설교통부 소속 건설교통인재개발원으로 확대.
- 2008년 2월 29일: 국토해양부 소속 국토해양인재개발원으로 개편.
- 2013년 3월 23일: 국토교통부 소속 국토교통인재개발원으로 개편.

## 조직

### 원장
- 운영지원과[1]
- 기획과[2][3]
- 교육과[1]